# Talsperre Zújar
Die Talsperre Zújar (spanisch Presa de Zújar) ist eine Talsperre mit Wasserkraftwerk in der Provinz Badajoz, Spanien. Sie staut den Zújar, der hier die Grenze zwischen den Gemeinden Castuera und Esparragosa de Lares bildet, zu einem Stausee auf. Die Talsperre dient neben der Stromerzeugung auch der Trinkwasserversorgung und der Bewässerung. Sie wurde 1964 fertiggestellt. Die Talsperre ist im Besitz von Enel und wird auch von Enel betrieben.

## Absperrbauwerk
Das Absperrbauwerk ist eine Gewichtsstaumauer aus Beton mit einer Höhe von 61 m über der Gründungssohle. Die Mauerkrone liegt auf einer Höhe von 321 m über dem Meeresspiegel. Die Länge der Mauerkrone beträgt 350 (bzw. 353) m. Das Volumen der Staumauer beträgt 367.800 m³. Auf der rechten Seite der Talsperre befindet sich eine weitere Staumauer mit einer Länge von 227 (bzw. 228) m und einer Höhe über der Gründungssohle von 23,37 m.
Die Staumauer verfügt sowohl über einen Grundablass als auch über eine Hochwasserentlastung. Über den Grundablass können maximal 230 m³/s abgeleitet werden, über die Hochwasserentlastung maximal 2173 m³/s. Das Bemessungshochwasser liegt bei 3697 (bzw. 4000) m³/s.

## Stausee
Beim normalen Stauziel von 318 m erstreckt sich der Stausee über eine Fläche von rund 14,49 (bzw. 15,87) km² und fasst 299 (bzw. 302) Mio. m³ Wasser. Ursprünglich hatte der Stausee ein Fassungsvermögen von 723 (bzw. 725) Mio. m³. Da sich dies als unzureichend erwies, um den unregelmäßigen Abfluss des Zújar auszugleichen, wurde die Talsperre La Serena flussaufwärts errichtet, wodurch sich das Fassungsvermögen des Stausees von Zújar verringerte.

## Kraftwerk
Die installierte Leistung des Kraftwerks beträgt 18,4 (bzw. 20,1 oder 28,3) MW. Das Maschinenhaus befindet sich am Fuß der Staumauer auf der linken Flussseite. Ein weiteres Kraftwerk mit einer installierten Leistung von 9,69 MW befindet sich an einem Kanal (Canal del Zújar), der vom Maschinenhaus abgeht.